# 杰拉德·阿萨莫阿
傑拉德·艾沙姆（德語：Gerald Asamoah，1978年10月3日—），出生在曼龐，是一名生於加納的已退役的德國足球運動員，司職前鋒，他以极快的速度和力量著称。

## 球會
艾沙姆的足球生涯在漢諾威展開。1999年，他轉投史浩克04。2010年6月1日，他加盟德甲新升班的球隊聖保利並簽訂兩年合約，他將會在2012年6月30日合約結束時重返史浩克04，期間上陣21場及射入6球。借用期滿後，史浩克04宣佈與艾沙姆提前一年解除合約。
2012年1月10日，艾沙姆与德乙球會格爾特霍夫签约至球季結束。

## 國際賽
2001年，艾沙姆在對斯洛伐克的賽事中處子上陣，成為首位代表德國上陣的黑人球員（然而，前國腳歐文·科斯特德和吉米·哈特威格的父母分別是黑人和白人。），他亦在處子戰中取得入球，隨後又代表球隊出戰2002年世界盃和2006年世界盃。

## 私生活
艾沙姆生於加納，家人後來於1990年舉家移民。他已經結婚並育有兩名孩子，雙胞胎姊妹雅達（Jada）和賈登（Jaden），她們出生在2007年2月26日。他患有肥厚型阻塞性心肌病。他的情況是肉葉分隔了右面，左心房則非常厚，可能導致心跳心律不整。他的弟弟路易斯（Lewis）曾效力維爾費拉特（1. FC Wülfrath），他的表弟埃馬紐埃爾（Emmanuel）則在聖保利U17組別效力。

## 榮譽
史浩克04
- 德國足協盃：2001、2002
- 德國聯賽盃：2005
- 圖圖盃：2003、2004

德國
- 2002年世界盃亞軍
- 2005年洲際國家盃季軍
- 2006年世界盃季軍

## 外部連結
- （德文）Career stats at Fussballdaten.de （页面存档备份，存于）